# Sium limosum
Sium limosum är en flockblommig växtart som beskrevs av Giuseppe Giacinto Moris och Dc. Sium limosum ingår i släktet vattenmärken, och familjen flockblommiga växter. Inga underarter finns listade i Catalogue of Life.